# 1455 w polityce

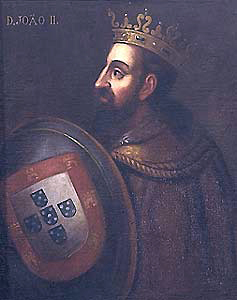
Jan II Doskonały, król Portugalii

Wydarzenia polityczne w 1455 roku.

## Wydarzenia
- styczeń - król Kazimierz IV Jagiellończyk pod naciskiem pospolitego ruszenia z Małopolski rozszerza przywilej cerekwicki także na Małopolskę, wydając przywilej nieszawski[1].
- luty - zjazd stanów w pruskich w Elblągu podejmuje decyzję o nałożeniu nowych podatków na potrzeby finansowania wojny trzynastoletniej[2]
- 24 marca - bunt w dwóch dzielnicach Königsberga - Starym Mieście i Lipniku (Löbenicht) przywraca władzę nad miastem Zakonowi krzyżackiemu[3]
- 13 kwietnia - wojska krzyżackie pod dowództwem wielkiego szpitalnika Henricha Reuss von Plauena docierają do Königsberga - początek bitwy o Knipawę[3]
- 16 kwietnia - hołd Starego Miasta Königsberga i Lipnika złożony wielkiemu mistrzowi Zakonu krzyżackiego na ręce wielkiego szpitalnika von Plauena[4]
- kwiecień - początek wojny Dwóch Róż - Ryszard Plantagenet, książę Yorku wraz z synem i hrabią Salisbury wezwani przed Wielką Radą Królestwa Anglii odmawiają przybycia i wyruszają na Londyn[5].
- maj - układ we Flensburgu: wobec przedłużania się wojny trzynastoletniej Królestwo Dani, Amsterdam i część miast Hanzy zawierają porozumienie w sprawie utrzymania wolności żeglugi do miast w posiadaniu Zakonu krzyżackiego[6]
- 14 lipca - zakon krzyżacki opanował najdłużej wierną Kazimierzowi IV Jagiellończykowi dzielnicę Królewca - Knipawę (Kneiphof) i odzyskał dostęp do Bałtyku[7].
- 22 maja - wojna Dwóch Róż: zwycięstwo Yorków w bitwie pod St. Albans umożliwia Ryszardowi, księciu Yorku zdobycie dominującej pozycji politycznej w Anglii[8].
- 29 lipca - Gdańsk zawiadamia Amsterdam o blokadzie morskiej krzyżackich portów w Prusach[9]
- 5 października - Królestwo Danii przystępuje do wojny trzynastoletniej po stronie Zakonu krzyżackiego[10].

## Urodzili się
- 3 marca – Jan II Doskonały, król Portugalii (zm. 1495)[11]
- 15 sierpnia – Jerzy Bogaty, książę Bawarii-Landshut z rodu Wittelsbachów.
- Janusz II, książę płocki (zm. 1495)[12].